# 東京都立足立工科高等学校
東京都立足立工科高等学校（とうきょうとりつ あだちこうかこうとうがっこう、英: Tokyo Metropolitan Adachi Technical High School）は、東京都足立区西新井四丁目に所在する都立工科高等学校。

## 設置学科
- 総合技術科

## 沿革
- 1962年12月1日 - 東京都立足立工業高等学校設置
機械科4学級、電気科2学級、電子科2学級。東京都立足立高等学校に仮事務所開設。
- 1963年
  - 3月8日 - 第1期工事：一般校舎(A棟)の一部竣工
  - 3月22日 - 同上仮事務所から東京都足立区伊興町諏訪木2244番地の本校校舎に移転
  - 4月10日 - 第1回入学式挙行、於足立文化会館
  - 11月8日 - 開校式挙行
- 1966年
  - 3月15日 - 体育館竣工
  - 3月26日 - 校舎、体育館落成式挙行
- 1970年4月10日 - プール工事竣工
- 1971年9月30日 - 校庭整備完了
- 1972年11月25日 - 創立10周年記念式典挙行
- 1982年11月27日 - 創立20周年記念式典挙行
- 1987年6月27日 - 格技棟落成式典挙行
- 1991年4月9日 - 第29回入学式挙行
機械科119名、電気科81名、電子科80名入学（7クラスに）
- 1992年4月9日 - 第30回入学式挙行
機械科84名、電気科82名、電子科81名入学（6クラスに）
- 1993年4月27日 - 地鎮祭（全面改築）
- 1995年3月31日 - 第1期工事竣工：管理棟，実験・実習棟，体育館棟落成
- 1996年10月31日 - 東京都教育委員会総合技術科への学科改編を認可
- 1997年
  - 3月31日 - 第2期工事1教室棟落成（新校舎完成）
  - 4月1日 - 文部省平成9・10年度高等学校教育課程研究指定校となる。
  - 4月9日 - 第35回入学式挙行（総合技術科1期生）総合技術科202名入学
  - 11月15日 - 創立35周年記念・校舎落成式典挙行
- 1998年3月31日 - 第3期工事：グランド整備完了
- 2000年7月 - 改善委員会発足
- 2001年4月7日 - 第39回入学生より学級定員40名→35名へ（5クラス）
- 2005年5月13日 - 都立工業高校第2設備拠点校として拠点校実習開始
- 2023年4月 - 校名を東京都立足立工科高等学校に改称

## 交通
出典 : 
- 電車
  - 東武大師線「大師前駅」より徒歩15分
  - 東京都交通局日暮里・舎人ライナー「谷在家駅」より徒歩10分
- バス

| 乗車駅                             | 系統       | 下車停留所                  | 事業者 | 所管 |
| ---------------------------------- | ---------- | --------------------------- | ------ | ---- |
| 東武スカイツリーライン「西新井駅」 | 西03・西04 | 「足立工業高校前」、徒歩3分 | 東武   | 足立 |
| 東武スカイツリーライン「西新井駅」 | 西07       | 「足立工業高校南」、徒歩2分 | 東武   | 足立 |
| 東武スカイツリーライン「西新井駅」 | 赤23       | 「足立工業高校南」、徒歩2分 | 国際   | 赤羽 |

## 著名な出身者
- 徐裕行（村井秀夫刺殺事件犯人、中退）
- 野辺健太（声優）
- 鈴木圭一郎（オートレーサー）

## 著名な教職員・関係者
- 福嶋正信（同校硬式野球部元指導者）

## 校風
校庭が広く、テニスコートがある。
とにかく明るい。
機械実習などの授業がありさまざまな機械にふれていく。
機械科と電気科にコースが分かれる。